# Borzęcice
Borzęcice – wieś w Polsce położona w województwie wielkopolskim, w powiecie krotoszyńskim, w gminie Koźmin Wielkopolski.

## Charakterystyka
Wieś szlachecka, własność kasztelana międzyrzeckiego Andrzeja Górki, około 1580 roku leżała w powiecie pyzdrskim województwa kaliskiego.
W okresie Wielkiego Księstwa Poznańskiego (1815-1848) miejscowość należała do wsi większych w ówczesnym pruskim powiecie Krotoszyn w rejencji poznańskiej. Borzęcice należały do okręgu koźmińskiego tego powiatu i stanowiły odrębny majątek, którego właścicielem był wówczas rząd pruski w Berlinie. Według spisu urzędowego z 1837 roku wieś liczyła 659 mieszkańców, którzy zamieszkiwali 69 dymów (domostw).
W latach 1975–1998 miejscowość administracyjnie należała do województwa kaliskiego.
W 1885 we wsi urodził się Ludwik Śniady – polski działacz socjalistyczny i związkowy, radny miasta Poznania w latach 1922–1933 z ramienia PPS (od 1930 PPS dawnej Frakcji Rewolucyjnej), dziennikarz.